# اپرتسهاوزن
اپرتسهاوزن (به آلمانی: Eppertshausen) یک شهر در آلمان است که در دارمشتات-دیبورگ واقع شده‌است. اپرتسهاوزن ۵٬۸۷۰ نفر جمعیت دارد.